# اوت‌لست: آزمایش‌ها
اوت‌لست: آزمایش‌ها (انگلیسی: The Outlast Trials) یک بازی ویدئویی اول شخص در سبک ترس و بقا است که توسط رد بارلز برای سیستم‌عامل مایکروسافت ویندوز منتشر خواهد شد. این بازی سومین قسمت از سری بازی‌های اوت‌لست به‌شمار می‌رود. این بازی دنباله‌ای از اوت‌لست ۲ نمی‌باشد، اما در همان جهان اتفاق می‌افتد. در این بازی آزمایش‌های مرموزی در زمینه جنگ سرد صورت گرفته‌است و داستان خود بازی نیز در زمان جنگ سرد اتفاق می افتد و نشان می دهد که اثر این آزمایش‌ها بر مردم چه نتایج وحشتناکی را به همراه داشته‌است.
نسخه‌ای برای کنسول‌های پلی‌استیشن ۵ و ایکس‌باکس سری اکس و سری اس نیز در دست توسعه است که برای انتشار در سه‌ماههٔ اول سال ۲۰۲۴ برنامه‌ریزی شده‌است.